# Euphrasia adenonota
Euphrasia adenonota är en snyltrotsväxtart som beskrevs av Ivan Murray Johnston. Euphrasia adenonota ingår i släktet ögontröster, och familjen snyltrotsväxter. Inga underarter finns listade i Catalogue of Life.